# Rue Bernard-de-Clairvaux
Rue Bernard-de-Clairvaux är en gata i Quartier Sainte-Avoye i Paris 3:e arrondissement. Rue Bernard-de-Clairvaux, som börjar vid Rue Brantôme och slutar vid Rue Saint-Martin 172 i fastighetskvarteret Horloge, är uppkallad efter den helige Bernhard av Clairvaux (1091–1153).

## Omgivningar
- Saint-Merri
- Centre national d'art et de culture Georges-Pompidou
- Fontaine Stravinsky
- Hôtel de ville de Paris
- Tour Saint-Jacques
- Impasse de Beaubourg
- Passage du Maure
- Rue Brantôme
- Passage Molière
- Passage des Ménétriers

## Bilder
| - Bernhard av Clairvaux. - Saint-Merri. |

| - Hôtel de ville de Paris. - Tour Saint-Jacques. |

## Kommunikationer
- Tunnelbana – linje  – Rambuteau
- Busshållplats Centre Georges-Pompidou – Paris bussnät, linjerna 38 75 N12 N13 N14 N23

### Webbkällor
- ”Rue Bernard-de-Clairvaux”. Mairie de Paris. http://www.v2asp.paris.fr/commun/v2asp/v2/nomenclature_voies/Voieactu/0900.nom.htm. Läst 27 april 2021.
- ”Rue Bernard-de-Clairvaux”. Les rues de Paris. https://www.parisrues.com/rues03/paris-03-rue-bernard-de-clairvaux.html. Läst 27 april 2021.